# 后周攻南唐之战
后周攻南唐之战，是五代末期发生的国与国之间最大规模的军事冲突。战事从955年12月17日，后周世宗派大军南伐开始，战斗中双方互有攻取，很多城池经历过多次争夺。战斗持续了两年零五个月，于958年4月8日结束，最终南唐失去了长江以北的全部领土。

## 战役背景
公元955年，在高平之战获胜后，后周世宗柴荣决定征伐四方，统一中原。当年3月，有秦州百姓前来请求后周攻取后蜀所占据的陕西地区。在和大臣商议后，后周世宗采取行动，派大军前往攻打秦州、凤州等地。
7月2日，后蜀方面战况吃紧，后蜀皇帝孟昶开始向北汉和南唐求援，希望对方协助攻打后周后方，并得到了积极的回复。
南唐中主李璟生性和善柔弱，喜欢写文章，而且喜欢别人说奉承的话，于是他提拔了一大群只会说好话的人，南唐朝纲日益混乱。在此之前，南唐已经灭掉了闽国和楚国，李璟借此开始越来越自大，甚至有了吞并天下的想法。为此，李璟派遣使者走海路绕过后周前往辽和北汉，并与他们商讨共同攻打后周的相关事宜。后汉年间，李守贞叛乱的时候，南唐曾出兵支援，但最后也没有成功。尤其是当后周泰宁节度使兼中书令慕容彦超叛周降南唐的时候，南唐派兵5000救援却全军覆没。由于后汉和后来的后周当时的事情比较多，于是就暂时没有和南唐计较。
此时的南唐虽然已经灭掉了闽国和楚国，但是由于连年征战，国力消耗十分严重，不到十年，南唐的国库就消耗了一大半，而且灭楚后被武平军节度使反攻，尽失所得领土；灭闽却没能得到闽都福州，泉州、漳州仅名义归附，实际掌控的只有建州、汀州，得不偿失。
以前每到冬天的时候，淮河都会水位大减甚至断流，南唐军就在这里驻守，并称之为“把浅”。南唐寿州监军吴廷绍认为这边没有战事，留着这种行为是浪费军粮军费的行为，于是直接下令停止“把浅”。南唐清淮节度使刘仁赡上表反对，但是没有得到回应。

## 双方准备

### 后周
955年12月17日，周世宗任命李穀为淮南前军行营都部署，兼任庐州、寿州知州，忠武节度使王彦超担任其副将。此外，派遣督侍卫马军都指挥使韩令坤等十二名将领率军南伐。

### 吴越国
吴越王钱弘俶派遣元帅府判官陈彦禧前往后周入贡，周世宗命令其转交钱弘俶诏书，让钱弘俶率军协助后周军作战。

### 荆南
战事早期和中期，荆南都一直没有参与，直至战役快要结束的时候，958年，荆南国主高保融才派遣指挥使魏璘率领百艘战船东下，参与讨伐，并抵达鄂州。

### 南唐
南唐方面，听说后周军来攻之后，全国上下一片恐慌，而只有刘仁赡神色自若，像平常一样派遣将领前往各地驻防。这种做法有效地缓解了当时的恐慌情绪。李璟任命神武统军刘彦贞为北面行营都部署，率军两万前往寿州驻防；同时任命奉化节度使、同平章事皇甫晖为应援使，常州团练使姚凤担任应援都监，二人率军三万前往定远。此外，李璟召回了镇南节度使宋齐丘，并与他一起商谈军队指挥事宜；并任命翰林承旨、户部尚书殷崇义担任吏部尚书，管理枢密院。

## 战役经过

### 周世宗第一次亲征
李穀等人发兵后，在淮河上面搭建浮桥，从正阳渡过淮河。956年1月25日，李穀上报称，王彦超在寿州城下击败了两千余人的南唐部队；当月29日，李穀上报称先锋都指挥使白延遇在山口镇击败了千余人的南唐部队。
2月17日，周世宗调派了开封府、曹州、滑州和郑州的百姓来修筑大梁的外城。
2月19日，周世宗正式下诏亲征淮南，任命宣徽南院使、镇安节度使向训担任东京留守，并让端明殿学士王朴辅助向训工作，此外彰信节度使韩通临时担任点检侍卫司，负责大梁城内外的巡视和检查。此外，命令侍卫都指挥使、归德节度使李重进现行率军奔赴正阳，河阳节度使白重赞率领三千兵马在颍上驻扎。
2月21日，周世宗自大梁出发。李穀率军攻打南唐境内自古即是兵家必争之地的寿州，而由于南唐历来非常重视对寿州的防御，刘仁贍任寿州守将前，南唐军事将领、前任寿州守将高审思在寿州城内整顿军机，完善防御设施，每一个微小的细节都不放过，所以整个长江以北淮河以南，寿州的城防是最坚固的，这也使得李穀迟迟没有战果。南唐将领刘彦贞率兵来救，赶到距离寿州城二百里的来远镇的时候，又换乘数百艘战船直奔正阳，摆出了一副要攻打后周军的浮桥的样子。李穀感到非常害怕，他在召集自己的参谋的时候，提到了后周不善水战的弱点，如果浮桥被截断就有可能腹背受敌，于是他决定率军返回防守浮桥。此时周世宗赶到了圉镇，得知了李穀的打算之后，立刻派了一名信使前去阻止李穀，结果还是慢了一步，李穀已经撤退回正阳。在撤退的路上，后周军军纪全无，军队的辎重和每个士兵的随身物品都有丢失，甚至于后周士兵随军征战的丁夫和都有走丢的。2月26日，周世宗赶到陈州，立刻派遣李重进率军赶到淮河边上。
3月2日，李穀上奏为其退守行为辩解，但是周世宗还是非常地生气。
南唐军的刘彦贞却没有什么带兵的才能，他在藩镇驻守的时候只顾贪财，十分残暴，积攒下了大笔的家财用来贿赂高官，而这些被贿赂的高官跑到李璟面前吹嘘刘彦贞是个治民好手、战场高手，于是爱听好话的李璟就直接把刘彦贞放上了前线。而刘彦贞的裨将咸师朗等人也全都是一群有勇无谋的人，看到李穀率部撤退后大喜过望，直接率兵攻打正阳，整个行军队伍加上军队的辎重长达几百里，刘仁赡和池州刺史张全约见状急忙制止，并用很委婉的口气，但是刘彦贞完全不接受。在刘彦贞部离开后，刘仁赡就断定此战南唐必败，随即加固了城墙的防守。李重进此时渡过淮河，在正阳东侧迎击南唐部队并击败之，刘彦贞被阵斩，咸师朗等人被生擒，南唐军阵亡上万人，三十里地全都是南唐军将士的尸体。后周军此役缴获了三十余万军资器械。当时的江淮地区很久没有经历过战事了，刘彦贞被击败后，南唐一片恐慌，大量淮北民众和守城官兵集体逃往后周境内。张全约带着刘彦贞的残部返回寿州，刘仁赡上表李璟，请求任命张全约为马步左厢都指挥使。皇甫晖、姚凤两部退保清流关，滁州刺史王绍颜则直接弃城逃跑。

### 涡口之战
3月9日，周世宗抵达永宁镇，让身边的侍卫前去寿州城外安抚当地百姓返回各自家中，继续以前的生产作业。3月11日，周世宗抵达正阳，让李重进取代了李穀的战前职位，李穀改为处理寿州行府的相关事宜。3月13日，周世宗抵达寿州城下，在淝水南侧安营，命令各部队围攻寿州，并让后备部队把位于正阳的浮桥移动到下蔡镇。3月14日，周世宗拉来了从宋州、毫州、陈州、颍州、徐州、宿州、许州、蔡州等地的几十万丁夫攻城，昼夜不息。此时上万名南唐军在淮河上活动，并驻扎在了涂山脚下。3月17日，周世宗命令赵匡胤对涂山南唐军发起攻击，赵匡胤派一百余名骑兵前往其营地之后假装被击退，并在南唐军追击的必经之路上设伏，最终成功地在涡口大败南唐军，南唐军都监何延锡等人战死，五十余艘战舰被后周军俘获。
周世宗任命武平节度使兼中书令王逵为南面行营都统，并命其率部主攻南唐鄂州。王逵率部经过岳州的时候，岳州团练使潘叔嗣毕恭毕敬地给王逵部提供财物作为军饷，但是王逵的部下们贪得无厌，有些没拿够的反过来在王逵面前污蔑潘叔嗣，说潘叔嗣要谋反。王逵显得非常的生气，潘叔嗣也就更加地不自安。
此时李璟听说湖南的兵也要跟着后周一起进攻，于是让武昌节度使何敬洙把百姓全部搬进城里，准备固守。何敬洙拒绝了这个提议，并把整个城池打扫成了准备作战的样子，放言称：“敌人要是来，就和士兵百姓与敌人死磕到底！”这种做法也赢得了李璟的赞赏。
3月23日，下蔡镇的浮桥建成，周世宗亲自前往查看。
3月25日，庐州、拜州、光州、黄州巡检使司超上奏称在盛唐击败了三千余人的南唐军，俘获南唐都监高弼等将领，缴获战舰四十余艘。

### 滁州之战

赵匡胤，也就是后来的宋太祖

也是在3月25日，周世宗命令赵匡胤加速行军，直接攻打清流关。皇甫晖等率部在山下列阵，刚刚和后周军的前锋交战，赵匡胤就带着部队绕过山后，从后面偷袭南唐军。皇甫晖大惊，率领部队进入滁州城，准备断掉桥梁守城。赵匡胤率部直接渡河，来到滁州城下。皇甫晖给赵匡胤传话：“人都是各为其主的，希望能和你列阵对战。”赵匡胤笑着答应了这个请求。皇甫晖率领部队从城中出来，赵匡胤突然单枪匹马冲入南唐军阵，喊道：“我只杀皇甫晖，其他人等都无关！”说完挥剑砍中了皇甫晖的头部。皇甫晖连同姚凤一起被生擒，滁州也顺利攻克。几天后，赵匡胤的父亲、时任马军副都指挥使的赵弘殷半夜领兵来到滁州城下，要赵匡胤开城门。赵匡胤以军规为由，直到第二天早晨才把赵弘殷放进城。
周世宗派遣翰林学士窦仪前往滁州检查滁州城内的宝物，赵匡胤在这个时候派遣亲信想把宝物里面的绢取走。窦仪对赵匡胤说：“你刚打下城来的时候拿什么都随便；现在是皇帝要，收归国有，要是你没有诏书，我就不能再给你了。”自此赵匡胤开始厚待窦仪。周世宗下令让左金吾卫将军马崇祚担任滁州知州。
早些时候，永兴节度使刘词临死之前推荐赵普入仕，后周军刚刚攻下滁州的时候，范质把赵普推荐到了滁州军事判官的位置上。当时滁州抓了一百多个强盗，本来都改判死罪，赵普决定先审讯然后再判决，结果十分之七八的强盗都活了下来。

### 南唐第一次求和
李璟派遣泗州牙将王知朗带着自己的信函赶往徐州。信函中李璟自称“唐皇帝”，表示自己愿意把周世宗“当做哥哥看待”，每年赔财宝来当做军费，希望后周退兵。3月31日，徐州地方官将这封信递交给了周世宗，周世宗并未做任何回应。4月4日，周世宗派前任武胜节度使侯章等率军攻打寿州水寨，并把水寨壕沟的西北角挖开，壕沟里面的水全部被导入了淝水里。
赵匡胤派遣使者把皇甫晖和姚凤等战俘送到了周世宗那里，皇甫晖重伤卧床不起，见到周世宗之后，提及自己为何战败，说：“我不是不忠于南唐，而是我的士兵们和您的军队差距太大了。我以前和辽军作战的时候都没见过这样的对手。”同时他还极力褒奖了赵匡胤的勇敢。周世宗释放了皇甫晖，几天之后，皇甫晖去世。
周世宗在得知南唐的扬州没有任何守备之后，于4月5日派韩令坤等率兵对扬州发动袭击，同时告诫韩令坤不得伤害当地百姓。此地有南唐皇族陵寝，周世宗派人与李氏家族的人一同守护这篇陵寝。
南唐军队屡屡受挫，李璟害怕自己被逼得逃离金陵，于是就派遣翰林学士、户部侍郎钟谟，工部侍郎、文理院学士李德明向后周奉表称臣，请求退军，同时还上贡御服、茶药及金器一千两，银器五千两，缯锦二千匹，犒军牛五百头，酒二千斛，这些全部于4月8日送抵寿州城下。钟谟和李德明历来以能言善辩著称，周世宗知道他们是来游说的，于是就带着全副武装的士兵面见他们，说：“你们的主公自称唐朝王室苗裔，礼节或许和其他国家的不太一样。你们和我就隔了一条淮河，却从来没有好好相处过，还走海路去找辽国，不和中原地区打交道，跑去和蛮夷结交，礼仪何在？还想要我罢兵？我又不是齐楚燕韩赵魏那样的笨蛋诸侯，你以为你能说得动我？回去告诉你们主公，让他自己来见我，再拜谢罪，就什么事都没有了。否则，我把你们的金陵城打下来，国库拿来劳军，到时候可不要后悔！”钟谟和李德明吓得不敢说话。

### 吴越国参战
吴越王钱弘俶在收到周世宗的指令之后，在吴越国与南唐的边境上屯兵，等待周世宗的命令。苏州营田指挥使陈满对吴越国丞相吴程建议攻打常州。当时李璟对江阴地区百姓发布诏书安抚，陈满伪报吴程称后周诏书已到。吴程将陈满的原话转告给了钱弘俶，希望钱弘俶能立即发兵。另一为丞相元德昭提出反对意见，认为如果没有后周军队策应，自己孤军深入是非常危险的。而吴程认为机不可失，继续请求出兵。最终钱弘俶采纳了吴程的意见。4月9日，钱弘俶派遣吴程作为衢州刺史鲍修让、中直都指挥使罗晟的监军，发兵常州。吴程对将士们说“元丞相不想出兵”，搞得全军上下一片愤慨。有人放言称要杀元德昭。钱弘俶把元德昭藏在自己的府内，并派人去抓放话要杀元德昭的人。钱弘俶感叹，表示这不是什么好兆头。

### 连克数州
4月11日，韩令坤所部抵达扬州。当天早晨，韩令坤派遣白延遇先率领几百骑兵冲进城里，但是城中毫无反应。韩令坤随即率大军赶到，南唐东都赢屯使贾崇在城内大肆放火后弃城南逃，城中的副指挥官、工部侍郎冯延鲁化装成和尚躲进了寺庙，但还是被后周军搜了出来。韩令坤安抚当地百姓，让他们恢复正常的生活秩序。
4月16日，王逵上奏攻克南唐军鄂州常山寨，抓获守将陈泽等人，并将战俘转交给周世宗。不久，王逵被潘叔嗣所杀，潘叔嗣又被周行逢所杀，武平军为周行逢所治。
4月17日，赵匡胤上奏南唐天长制置使耿谦投降，缴获军粮二十余万。
李璟派遣尹延范前往泰州，把曾经的吴国的皇族迁到润州。尹延范觉得路不太好走，担心这群皇族会生变，于是将这群吴国皇族当中的所有男子共六十人全部杀害，并返回金陵上报了这一情况。李璟对此十分生气，并将尹延范腰斩。
韩令坤率军攻打南唐泰州，并成功攻克，南唐泰州刺史方讷跑回了金陵。周世宗任命给事中高防担任泰州知州。
李璟派人前往辽寻求救兵，但这个装着信件的蜡丸于4月18日被静安军使何继先截获。
4月19日，钱弘俶派遣上直都指挥使路彦铢攻打宣州，罗晟率领吴越水军驻扎在长江北岸。南唐静海制置使姚彦洪率领上万名士兵百姓投奔吴越。
4月20日下午，周世宗从淝桥上经过的时候，自己搬了一块大石头到对岸的后周军水寨，用作后周军石炮的炮弹。跟着一起过桥的官员们也每人各搬一块。
赵匡胤乘坐皮船在寿春城的护城河中侦查，城上用弩箭连续对赵匡胤进行拦截，每根箭都像房梁一样粗。牙将张琼用身体给赵匡胤挡箭，被击中了大腿后昏厥，一段时间后自己醒来。箭头插在大腿骨内拔不出来，张琼喝了一大杯酒之后让人砸烂骨头取箭头。张琼大量失血，但仍然神色自若。
光州、舒州、黄州招安巡检使、行光州刺史何超率领安州、随州、申州和蔡州的数万人兵力围攻光州。4月22日，何超上奏，南唐光州刺史张绍弃城逃跑，都监张承翰举城投降。
4月23日，行舒州刺史郭令图攻陷舒州，刺史周弘祚投水而死。南唐蕲州将领李福杀掉了蕲州知州王承巂举州投降。周世宗派遣六宅使齐藏珍攻打黄州。
当初攻打后蜀的时候，周世宗赦免了一部分后蜀士兵，并让他们继续在军队中服役，随同后周军攻打淮南。结果这群士兵在战争中又投降了南唐。4月29日，李璟把投降的一百五十名前后蜀士兵交还给了后周军，周世宗下令将这群逃兵全部斩首。

### 南唐第二次求和
李璟派遣李德明、孙晟和周世宗交涉，以去掉自己的皇帝封号、割让寿州、濠州、泗州、楚州、光州、海州六处，每年上贡百万金和帛，乞求后周罢兵。而周世宗认为淮南的地区已经攻下来一半了，每个将领都进展很顺利，不打下来整个长江以北决不罢兵。李德明见状，请求返回金陵，和李璟交涉关于割让整个长江以北的事宜，获得了周世宗的同意。孙晟于是奏请与王崇质和李德明一起返回金陵。周世宗派遣供奉官安弘道送李德明等人返回金陵，并带去了周世宗的诏书，上面提到了如果南唐答应废除帝号、割让土地，后周就立即罢兵。李璟回信表示感谢。
但是当李德明称后周军队非常强盛、并称赞周世宗的威德，同时劝李璟割让长江以北的时候，李璟并没有显得高兴。宋齐丘认为割让土地没有好处，而且他还攻击李德明夸大事实，为人轻佻。南唐百姓当中也没有多少人相信。枢密使陈觉、副使李徵古历来和李德明、孙晟关系不好，他们唆使王崇质向李璟撒谎称“李德明卖国求荣”。李德明也怒了，捋起袖子大喊“北军必胜！”李璟非常生气，将李德明斩首示众。

### 常州之战
吴程率军攻打常州，攻陷了常州外城墙，抓获了南唐常州团练使赵仁泽。赵仁泽被押往钱塘，见到了钱弘俶之后拒不下跪，而且责骂钱弘俶称其背弃了和南唐的约定。盛怒之下的钱弘俶掰裂了赵仁泽的嘴，裂口一直延伸到了耳朵的位置。元德昭念其忠诚，给赵仁泽用好药治伤，让赵仁泽最终逃过一死。
李璟在得知吴越军围攻常州之后，担心其进攻润州，而南唐宣州润州大都督、燕王李弘冀太年轻，担心他不会打仗，于是就把李弘冀召回了金陵。部将赵铎对李弘冀说：“燕王您现在是元帅，是大家所依赖的对象，您这个时候回去，前线会大乱的。”李弘冀也同意这个观点，于是拒不返回金陵，并派遣各路将领分守要地。 南唐龙武都虞侯柴克宏，沉默寡言而乐善好施，不喜欢管理家产，虽然带兵，但是日夜和客人们喝酒取乐，没人看得出来他能打仗。当时有人说柴克宏很久没升官了，李璟就给了他一个抚州刺史。柴克宏请以死效力，柴克宏的母亲也称他很有他的父亲柴再用的风范，如果柴克宏不能够胜任他的职务，愿意以全家人的性命谢罪。李璟于是任命柴克宏为右武卫将军，和袁州刺史陆孟俊一起赶赴常州，支援当地南唐军。
当时南唐军的主力全都在长江以北，柴克宏的手下几千人全都是羸弱的老兵，枢密使李徵古给分发的装甲也全都是被锈蚀了的。柴克宏找李徵古理论，李徵古反而谩骂柴克宏，这反而激起了柴克宏部的士气。当柴克宏抵达润州的时候，李徵古派使者传信，要用神卫统军朱匡业来代替柴克宏的职务。李弘冀对柴克宏说：“你只管打仗，其他事情我来处理。” 李弘冀随即上表称柴克宏才略出众，可以成功，常州危在旦夕，这个时候换将领是不合适的。柴克宏引兵直奔常州，李徵古又派使者来召还，柴克宏说：“我几天内就能将敌人赶跑，你来叫我回去，肯定是吴越国钱氏所派的奸细小人！”命令斩杀。使者称自己是李徵古派来的，柴克宏骂道：“就算是李徵古来了，我也杀了！”于是杀了使者。 
鲍修让和罗晟早年在福州和吴程结下梁子，此时围攻常州，吴程一直在阻挠二人的行动，搞得鲍修让和罗晟一肚子怨气。 5月8日，柴克宏抵达常州，在船上蒙上幕布，让士兵们躲在里面，声称是接此前出使吴越的乔匡舜回去的使团。吴越军的巡逻人员将事情报告给了吴程，吴程怀疑其中有诈，告诫诸军小心。南唐军上岸，直奔吴越军营而去，罗晟所部不认真迎敌，直接把敌军引向了吴程的营帐，吴程只身逃脱。柴克宏大破吴越军，阵斩上万人。这时朱匡业来到南唐军行营，柴克宏对其甚为恭敬。吴程回到钱塘，被钱弘俶免去所有官职。
由于柴克宏曾经担任宣州巡检使，宣州的城墙在柴克宏的治下得到了极大加固，这给吴越军的进攻带来了极大的麻烦。吴越将领路彦铢久攻不下，吴程部又遭重创，于是路彦铢也于5月11日撤退。李璟任命柴克宏为奉化节度使，柴克宏请求支援寿州，结果在赶往寿州的途中去世。
李璟派遣诸道兵马元帅、齐王李景达率兵抵御后周部队，同时任命陈觉为其监军，前武安节度使边镐为其后应。中书舍人韩熙载认为亲王当元帅，带兵还要派监军是极度的不信任，李璟没有听从。李璟还派遣鸿胪卿潘承佑前往泉州、建州招募骁勇将领，潘承佑推荐了前任永安节度使许文稹、静江节度使陈德诚、以及建州人郑彦华和林仁翰的弟弟林仁肇。李璟派许文稹为西面行营应援使，郑彦华和林仁肇也都被任命为将领。

### 扬州之战
5月20日，李重进被任命为庐州、寿州等州的招讨使，武宁节度使武行德被任命为濠州城下都部署。
南唐右卫将军陆孟俊从常州带兵上万人赶往泰州，后周军见状立刻撤退，陆孟俊重新占领泰州，并派陈德诚在此驻守。陆孟俊随即率军转攻扬州，在蜀冈安营，双方兵力悬殊，韩令坤随即带兵撤退。周世宗立刻派遣张永德前往援助，韩令坤随即返回扬州。周世宗又派遣赵匡胤在六合驻扎，赵匡胤放出话：“哪个后周的士兵要是敢从六合逃过去，我就砍掉他的腿！”韩令坤这才开始打算守城。 周世宗自从抵达了寿春城下，命令各路军队不分昼夜攻打城池，但是久攻不下。这时天降大雨，后周军营内积水深达数尺，工程器具损失以及将士失踪死亡的不计其数，兵粮运不过来，李德明也迟迟没有消息，于是有人提议退兵。这时有大臣建议周世宗向东前往濠州督战，并且对城中南唐守军声称寿州已经攻陷。周世宗采纳了这条建议。5月25日，周世宗顺淮河而下，并于5月31日抵达濠州。
韩令坤在扬州城东击败了南唐军，并生擒了陆孟俊。陆孟俊早年曾经在废掉马希萼改立马希崇的时候，几乎杀掉了前舒州刺史杨昭恽全家，并劫走了全部财物。韩令坤入据扬州的时候，马希崇把仅剩的杨家姑娘送给了韩令坤，韩令坤对她宠爱有加。在得知陆孟俊被俘后，杨氏突然嚎啕大哭，惊呆了的韩令坤询问杨氏缘由。杨氏称就是陆孟俊当年在潭州杀光了她的家人，说完后接着大哭。韩令坤随即就把陆孟俊杀掉了。
南唐齐王李景达率领两万兵力从瓜步渡过长江，在距离六合二十多里地的位置扎营，不再继续前进。各位将领都准备出击迎战，赵匡胤制止他们，说这时对方惧怕我们，还不知道我们有多少人，这时候出击会很被动，要等他们打过来再说。几天后，南唐出兵进攻六合，赵匡胤率军反击，阵斩南唐军五千余人，其余上万人的部队想要逃过长江，为了争抢一条渡船而淹死的人不计其数。南唐军主力自此所剩无几。
在战斗当中，后周军有些士兵不愿出力。赵匡胤在阵中督战，发现不认真打仗的士兵，就用剑砍他的皮帽子。第二天，赵匡胤把所有皮帽子被自己砍过的士兵斩首，于是所有后周军将士都不敢不奋勇杀敌。之前李璟调集扬州周围所有的兵力试图夺回扬州。6月10日，韩令坤上奏在湾头堰击败从楚州来战的万余名南唐军，抓获涟州刺史秦进崇。张永德则在曲溪堰击败了从泗州赶来的万余名南唐军。
6月17日，向训被任命为淮南节度使，兼任沿江招讨使。涡口上奏称新的浮桥已经建好。6月18日，周世宗从濠州赶到涡口。周世宗锐意进取，想要亲自到扬州督战，最后还是被范质等人以士卒疲乏、军粮不足为由拦了下来。
6月23日，涡口改为镇淮军。
6月29日，周世宗留下李重进等人继续围攻寿州，自己则从涡口返回，并于7月6日返回大梁。

### 南唐反击
7月21日，周世宗下令在淮南地区大赦，废除南唐的苛捐杂役，如果有什么不利于百姓生产作业的，可以直接上报当地的后周长官。
后周侍卫步军都指挥使、彰信节度使李继勋在寿州城南扎营，被南唐将领刘仁赡偷袭，数百名士兵被杀，攻城器具被焚。
南唐驾部员外郎朱元因为上疏阐述关于用兵方略的事情，被李璟委派去收复江北各州。很快，朱元就率军攻取了舒州，后周舒州刺史郭令图弃城逃跑。此外南唐将领李平还攻取了蕲州。李璟任命朱元为舒州团练使，李平为蕲州刺史。朱元没过多久又攻取了和州。
以前南唐控制了百姓的茶盐贸易，并且强征百姓的粮食和帛，并称之为“博征”，在淮南地区大搞军田，当地百姓苦不堪言。后周军队来了，当地百姓争着用牛羊和酒肉劳军，但是后周军没有拿当地百姓当回事，失望的百姓们在山里和湖边建立堡垒自守，以农具为兵器，厚纸做铠甲，时人称之为“白甲军”。后周军前去讨伐，却屡屡失败，而之前攻下来的南唐诸州，大部分都被夺了回去。
南唐的援兵在紫金山驻扎，和寿春城中的南唐军遥相呼应。淮南节度使向训请求调集广陵的兵力猛攻寿春，攻下来之后再考虑别的事情。该计划得到了周世宗的批准。向训把扬州的府库打开，里面的钱财分发给了扬州的各路主要官员，但前提条件是不许拿百姓的任何东西。扬州百姓对此感到很高兴，等后周军回来的时候，扬州百姓夹道欢迎，并送给军队自己家中所储备的食物。后周滁州的守将也弃城而去，协助其他部队合力攻打寿春城。
南唐军的各路将领请求占据有利地形迎战后周军队，却遭到了宋齐丘的抵制。宋齐丘下令让各路将领守好各自的城池，不得擅自出击。寿春的局势开始不被南唐军所控制。李景达的部队驻扎在濠州，和寿州城遥相呼应，但是军政事务全都被陈觉控制着，李景达只能签个字。明明有五万人的军队却毫无战意，而军队当中的将士长官都很怕陈觉，没有一个敢抗议的。
当年9月，后周殿前都指挥使、义成节度使张永德在下蔡镇屯兵，南唐将领林仁肇从水陆两侧支援寿春城。张永德率军阻击，林仁肇和濠州监军郭廷谓在船里填满了易燃的木头，准备顺江而下烧毁浮桥，结果风向大变，火船被吹回了南唐军阵，南唐军因此败退。张永德在距离浮桥十几步的江面上架起了绵延千余尺的铁网，南唐军由此无法靠近浮桥。
进入冬天，当年11月，李重进上奏南唐军袭击盛唐，被后周铁骑都指挥使王彦升率军击溃，阵斩三千余人。
11月28日，张永德上奏称在下蔡再次击败南唐军。当天南唐水军大举进攻，张永德让后周军中善于游泳的士兵在南唐军的船上系上铁锁，然后后周军大举进攻，南唐军的船只无法动弹，淹死者不计其数。张永德在战后把自己的金腰带解下来送给了那群善于游泳的士兵。
11月30日，赵匡胤被任命为定国节度使，兼任殿前都指挥使。赵匡胤同时申请让渭州军事判官赵普担任自己的节度推官。
张永德和李重进之间的关系不是很好，张永德曾经上表称李重进有二心，但是周世宗不信。当时这两个人都手拥重兵，一时间人们都很怕两个人会内讧。李重进有一天单独走进了张永德的军营，两人很从容地吃饭喝酒，相谈甚欢。席间，李重进和张永德二人成功地放下了对对方的仇念。李璟听说此事后，用蜡丸藏信的方式诱惑李重进反叛，里面的文字充斥着反间和毁谤的言辞。这封信最终被李重进交给了周世宗。
早先南唐的使者孙晟和钟谟跟着周世宗返回大梁的时候，很受周世宗的优待。得到蜡书的当天，周世宗召见孙晟，问及孙晟关于南唐的事情，孙晟回答“南唐主畏惧陛下您的神武，对陛下没有二心”。这时候蜡书被呈递了上来，盛怒之下的周世宗责骂孙晟不讲实话，孙晟不卑不亢，只求一死。问及关于南唐的实力的时候，孙晟则闭口不答。12月21日，周世宗命令都承旨曹翰把孙晟送到右军巡院，以周世宗的名义责问孙晟一些事情。二人喝酒喝到兴头上，曹翰开始问孙晟事情，孙晟什么都不回答。曹翰这时才说：“有敕令，要赐您死。”孙晟面不改色，从容地整理衣冠，向南跪拜，说：“那我就以死报国！”随即赴刑。孙晟随行的百余人全部被杀，钟谟被贬为耀州司马。没过多久，周世宗念孙晟忠义有气节，开始后悔杀他，于是将钟谟召回，并拜为卫尉少卿。
957年1月17日，张永德被任命为殿前都点检。

### 周世宗第二次亲征
后周军包围寿春城很长时间了，但一直攻不下来，城中的粮食也快吃光了。南唐齐王李景达从濠州派遣应援使、永安节度使许文稹，督军使边镐，以及北面招讨使朱元等率军数万，沿着淮河逆流而上，前往支援寿春。这批南唐军在紫金山驻扎，十余个城寨像串联起来的珍珠一样，和城内的守军遥相呼应；城外的南唐军又向寿春城的方向挖地道，准备向寿春城里的守军运送粮食，但是这个隧道要挖几十里地。南唐军快要开到寿春城的时候，李重进对其发起了攻击，南唐军大败，阵亡五千人，并丢掉了两个军寨。2月21日，李重进将战果上报。22日，周世宗下诏称下个月继续视察淮河前线。
刘仁赡请求让边镐守濠州城，自己率领军队出城和后周军决战，该建议被李景达否决。刘仁赡不久之后就气得生了病。刘仁赡的小儿子刘崇谏准备趁晚上渡过淮河投靠后周，被南唐的小军官抓获，刘仁赡不顾他人劝阻，依军令将刘崇谏腰斩。
后周军内认为南唐援兵还很强大，很多参谋都请求罢兵，周世宗也对此犹豫不决。李穀此时卧病在床，3月12日，周世宗派遣范质和王溥去和李穀进行对策商讨，李穀称：“寿春马上就可以攻下来了，这个时候只需要陛下亲征就行了！”周世宗听罢很高兴。

### 紫金山之战
3月20日，周世宗任命王朴担任东京留守，兼管开封府；以三司使张美担任大内都巡检，侍卫都虞候韩通担任京城内外都巡检。21日，周世宗自大梁出发。先前后周和南唐在水上作战的时候屡屡受挫，对此周世宗一直怀恨在心。从寿春返回后，周世宗在大梁城西侧的汴河造了数百艘的战舰，让南唐降将教习水战。几个月后，水战的局势开始完全被后周军所掌控。后来右骁卫大将军王环率领水军从闵河出发，沿着颍河进入淮河，令驻守在当地的南唐军感到惊恐。
3月31日，周世宗抵达下蔡。4月4日晚上，周世宗渡过淮河，抵达寿春城下。5日早晨，周世宗所部驻扎在紫金山（今安徽省寿县东北、淮河南岸）南侧，赵匡胤被任命为先锋，对南唐军的先锋寨和紫金山北的一处军寨发动攻击，全部得胜，阵斩三千余人。南唐军还没挖成的甬道也被后周军截断，南唐军前后不能相救。到了当天晚上，周世宗分兵把守各个刚刚攻占的军寨，自己则返回了下蔡。
南唐军朱元自恃有功，不听李景达的调度。而陈觉和朱元之间关系并不好，每次都会上书称朱元为人反复无常，不可以带兵。听信谗言的李璟派遣杨守忠替代朱元的职位。杨守忠抵达了濠州之后，陈觉假借李景达的命令，把朱元召到濠州“商议军事”，准备借机夺其兵权。朱元听说此事后非常生气，甚至准备自杀，朱元的门客宋垍制止了他，并成功劝说朱元举全寨上万人投降后周。朱元的裨将时厚卿不愿意投降，被朱元杀掉。
周世宗考虑到南唐军应该会沿着淮河向东溃逃，于是派虎捷左厢都指挥使赵晁率领数千水兵在淮河上顺流而下。4月7日，周世宗在赵步（今安徽省凤台县东、淮河北岸）驻军，各路将领围攻南唐紫金山寨并获得成功，南唐军被阵斩上万人，许文稹、边镐、杨守忠等将领全部被活捉。南唐军残部果然顺着淮河向东逃窜，周世宗亲自率领数百骑兵沿着淮河北岸追击，其他将领沿着淮河南岸追击，水军则在淮河上发起追击，李景达所率南唐军五万人，战死、淹死以及投降的总共四万余人，后周军缴获的战船和粮食、兵器都是数以十万计。当天傍晚，周世宗赶到了荆山洪，此地已经距离出发地赵步有二百余里的距离了。当天晚上，周世宗在镇淮军（今安徽省怀远县）下榻，第二天随从官员才赶到镇淮军。刘仁赡听说援兵被后周军击溃后扼腕叹息。4月9日，周世宗命令附近县的丁夫数千人给镇淮军筑城，总共建了两座城，淮河南北两岸各一个。下蔡的浮桥被挪到了这里，被用来扼守濠州和寿州援兵的来路。此时的淮河正在涨水，南唐濠州都监郭廷谓逆流而上，准备发动偷袭焚毁浮桥，结果被右龙武统军赵匡赞发现，在其必经之路上伏击南唐军，并获得胜利。
南唐齐王李景达和陈觉从濠州跑回了金陵城，只有静江节度使陈德诚部全军而退。
4月13日，淮南节度使向训被任命为武宁节度使，兼任淮南道行营都监，所部驻扎在镇淮军。
4月14日，周世宗从镇淮军返回下蔡。15日，周世宗给了刘仁赡一封诏书，投降与否由他自己决定。
李璟向大臣们咨询自己是否应该亲征来抵御后周军，中书舍人乔匡舜认为这样不行，结果被李璟以扰乱军心为名流放到了抚州。李璟改问神卫统军朱匡业和刘存忠，朱匡业用一句诗回答：“时来天地皆同力，运去英雄不自由。”而刘存忠也表示同意。李璟一怒之下把朱匡业贬为抚州副使，刘存忠被流放到了饶州。而李璟最后也没有踏出金陵城半步。
4月19日，周世宗在寿州城北列阵，向城内守军展示兵力。南唐守将、清淮节度使兼侍中刘仁赡已经病得不认人了。21日，南唐监军使周廷构、营田副使孙羽等人以刘仁赡的名义出城投降。22日，周世宗赐给刘仁赡诏书，派遣阖门使张保续进城宣读诏书。刘仁赡的儿子刘崇让出门接受诏书并谢罪。23日，正式的受降仪式在寿春城北进行，周廷构等人把刘仁赡用担架抬出城参加仪式。刘仁赡卧病不起，周世宗在慰问并赏赐财物后，让刘仁赡回去接着养病。
25日，寿州的治所被从寿春城转移到了下蔡，寿州境内死罪以下全部被赦免。州民有听从南唐指令上山反抗后周的，诏令其回家务农，过去的事情既往不咎，如果在此期间有所杀伤也不再追究。以往的政令如果有不便于百姓生产作业的，全部上报寿州治所。26日，任命刘仁赡为天平节度使，兼任中书令。当天，刘仁赡去世，追赠彭城郡王。李璟在得知刘仁赡去世后，也追赠太师。周世宗为了纪念刘仁赡的气节，将清淮军改名为忠正军，并任命右羽林统军杨信担任忠正节度使、同平章事。同时下令将寿州粮仓打开，赈济灾民。
5月1日，周世宗返回北方，并于14日返回大梁。
5月29日，南唐投降后周的士兵被归入新组建的怀德军中。
6月11日，赵匡胤被任命为义成节度使。

### 南唐最后反扑
南唐军将领郭廷谓烧毁了涡口的浮桥，并在定远击溃了武宁节度使武行德部，武行德只身逃脱。李璟任命郭廷谓为滁州团练使，并充当上坏水陆应援使。
7月31日，周世宗开始重新整治定远军和寿春城南的失利，任命武行德为左卫上将军，李继勋为右卫上将军。

### 周世宗第三次亲征
11月13日，周世宗从大梁出发，当月27日抵达淮河，并于当晚五鼓时分渡过淮河；28日抵达濠州城西侧。濠州城东北方向十八里处有一片滩涂地，南唐军在上面设置了栅栏，周围还挖了护城河，他们认定后周军队无法通过。29日，周世宗亲自率军攻打，并且派康保裔率领数百名士兵乘坐骆驼渡过护城河，赵匡胤率骑兵紧随其后，最终成功攻陷该地。李重进攻破了濠州的南关城。12月4日，周世宗亲自率军攻打濠州，王审琦攻拔南唐水寨。南唐军在濠州城北屯了几百艘战船，又把大木头立在了淮河河道里，用以限制后周军活动。周世宗让水军发起进攻，南唐军在淮河上的布防没过多久就崩溃了。南唐军在战斗中共有七十多艘战船被焚，两千余人被杀。后周军随即攻陷了南唐军的羊马城，濠州主城内陷入一片恐慌。12月7日晚上，濠州守将郭廷谓上表称自己家人都在南唐，“如果自己投降他们可能性命不保，请让我先派使者回金陵复命，然后再回来投降”。周世宗批准了他的请求。
12月12日，周世宗得知南唐有数百艘战船在泗水东侧，准备支援濠州，于是亲自率军前往迎击，并于两天后在洞口大破南唐军，阵斩五千余人，俘虏两千余人。于是后周军乘胜东下，所经之处无不获胜。12月16日，后周军抵达泗州城下。赵匡胤率军攻打泗州城南，放火烧掉了城门，攻破泗州城的水寨以及月城。周世宗来到月城城楼，亲自督促将士们攻城。
12月26日，南唐泗州守将范再遇举城投降。周世宗任命范再遇为宿州团练使。周世宗来到泗州城下，让军中割柴草的人不许割到百姓的庄稼。百姓们非常感激，争相用收割来的稻穀劳军。泗州城虽然攻下来了，但是没有一个士兵敢擅自入城。周世宗听说南唐在洞口又集结了几百艘战船，随即派遣骑兵过去探察，逼得南唐军退保清口。12月29日，周世宗亲自率军顺着淮河北岸前进，其余将领在淮河上前进，一同追击南唐军。当时的淮河河岸很久没有走人了，上面长满了密密麻麻的芦苇，泥淖和沟壑也到处都是，但是后周军队乘胜前进，早就忘记了疲劳。12月31日，后周军追上了南唐军，两军一边打一边走，战鼓等声音几十里的范围内都听得到。958年1月1日，后周军在楚州西北大破南唐军。有的南唐军沿着淮河向东逃窜，周世宗继续亲自率军追击，赵匡胤为前锋，追了六十里后，成功俘获了南唐保义节度使陈承昭。这次战斗过后，除了已经烧沉的，后周军缴获战船共计三百余艘，俘获南唐军士兵七千余人。自此，南唐在淮河上的军力已被全部肃清。
郭廷谓的使者从金陵城返回后，知道南唐军无法前来支援，就让录事参军李延邹起草降表。李延邹责怪郭廷谓不够忠义，郭廷谓让将士将李延邹围了起来，李延邹把笔扔到了地上，大骂道：“大丈夫不给叛徒写降表！”郭廷谓杀掉了李延邹，举城投降。投降后，后周得到了城中的上万士兵和上万斛军粮。李璟则给李延邹的儿子封了官。
1月2日，周世宗渡过淮河，在楚州城西北方向驻军。
1月5日，南唐雄武军使、涟水县知县崔万迪投降。
1月6日，郭廷谓被任命为亳州防御使。
1月8日，周世宗率军攻打楚州，并于当天攻克楚州月城。
1月10日，郭廷谓来到行宫面见周世宗，周世宗安抚了郭廷谓，并让郭廷谓率领自己的旧部攻打天长县。周世宗派遣铁骑左厢都指挥使武守琦率领数百骑兵直奔扬州。南唐地方官员烧毁了扬州内的所有房屋，并把全部城中居民迁往南方。等后周军赶到的时候，城中只剩下了十几个老弱病残。1月13日，武守琦将这些情况上报给了周世宗。
周世宗听说泰州已经没有防备，立刻派兵前往攻打，并于1月16日攻下了泰州。
1月25日，后周废除了匡国军。当月，南唐改元中兴。
1月27日，右龙武将军王汉璋上奏称，海州已经攻克。
1月29日，侍卫马军都指挥使韩令坤担任扬州军府知府。
周世宗想把淮河上的战舰全部引入长江，但是被堵在了北神堰，而转向楚州西北的鹳水，前往勘探的使者称地形不允许，如果要通过的话耗费的功力更多。周世宗亲自前往视察，并作出规划，调动楚州当地的民夫来完成工程，十多天的时间工程就完成了。几百艘巨型战舰出现在长江的时候，南唐人还以为是神兵天降。
2月1日，南唐静海军被攻陷。后周开始和吴越直接接壤。
后周军已经围攻楚州长达四十多天了，但是南唐守将张彦卿依旧坚守着。2月14日，周世宗亲自督战，并把行宫搬到了城下。2月16日，后周军攻克楚州。张彦卿和都监郑昭业依旧坚持巷战，直到刀和剑都拼完了，张彦卿自杀，其所部千余人，到死都没有一个人投降。
南唐将天长县改为雄州，并任命建武军使易文赟担任刺史。2月23日，易文赟举州投降。
2月27日，周世宗从楚州出发，并于3月8日抵达扬州。抵达扬州后，周世宗让韩令坤派万名丁夫在原城墙的东南角加盖一座小城，作为城的治所。
3月16日，黄州刺史司超和控鹤右厢都指挥使王审琦率部攻打南唐舒州，抓获南唐舒州刺史施仁望。
3月23日，周世宗抵达泰州。
4月1日，周世宗抵达迎銮镇，时不时地前往江口督战，让后周水军攻打南唐水军，并成功击破对方。周世宗得知南唐战舰在东㳍州驻守，并扼守住了长江口以及通往苏州、杭州的水路的时候，立刻派遣殿前都虞候慕容延钊率领步兵和骑兵，右神武统军宋延渥率领水军顺江而下。4月4日，慕容延钊上奏称在东㳍州成功击溃南唐军。周世宗随即派李重进率兵赶往庐州。

### 南唐投降
李璟得知后周军在长江上来去无阻之后，担心后周军南渡，但又耻于去帝号称藩，于是就派遣兵部侍郎陈觉奉表，准备传位给太子李弘冀，让李弘冀听从后周的命令。当时的淮南还剩下庐州、舒州、蕲州和黄州没有在后周的控制之下。4月6日，陈觉抵达迎銮镇，面见周世宗，请求将剩下的四个州也全部割让给后周，两国沿长江为界，并乞求罢兵，用词十分哀伤。周世宗说道：“朕本来只是要你们长江以北的土地的，你们的国主可以举国内附，那我还有什么好多要求的呢！”陈觉拜谢后离开。4月7日，陈觉请求派遣阖门承旨刘承遇返回金陵传达旨意，周世宗让刘承遇捎回一封诏书，上面写着“皇帝恭问江南国主”。
4月8日，吴越国上奏称其上直都指挥使、处州刺史邵可迁、秀州刺史路彦铢率四百艘战舰、一万七千名士兵在通州南岸驻扎。
李璟派遣刘承遇返回迎銮镇，奉表给周世宗，表中自称南唐国主，请求割让长江以北剩下的四个州，每年贡献数十万财物。于是未被后周攻克的汉阳、汉川二县也被割让给后周，后周攻南唐之战结束，后周得到了十四个州、六十个县。

## 战果分析
南唐之所以战败，原因有以下几个方面：
首先从统治阶层而言，南唐自建国初始，就一直奉行开国君主李昪的“息兵安民”政策，此政策固然在开国初为其笼络人心，扩充势力，巩固地位，稳定政局，促进江淮地区的安定与繁荣，推动南唐文化的繁盛起到非常重要的作用，可同时也带来不少消极的影响，“统治阶层深受佛道思想的影响，缺乏锐意进取的精神；在‘息兵安民’中打击和排斥武将，使得军事实力迅速下降并连锁作用于综合国力，而一批不懂将略的文士掌权，却又好大喜功，轻浮无材。”
其次，从民众的角度而言，南唐也没有处理好军民关系。随着李璟的继位，长期生活于优越环境中的中主，虽体恤下情，但由于好大喜功，连续出征闽、楚，前代积聚的财富消耗一空。而自953年的连续三年大旱，加之蝗灾，饥疫流行，人民纷纷渡淮求食，可南唐政府禁止渡淮，却又截留来自后周境内的粮食，筑仓囤积，以供给军队。同时属下以修复湮废渠塘为名，大肆掠夺农田，辟为屯田。已受尽苦难的人民当然不满于此，故当后周军攻来之时，竟有淮南人民出迎犒军之事。
第三，双方准备显著不同。在战前，南唐撤掉了在淮河上的防御力量，而后周则自高平之战以来，在处理掉了七十多名纪律败坏的将领之后，一直处于厉兵秣马的状态，并成为了统一全国的强有力的武装集团。
第四，在兵种上，双方于战争之初是各有所长，南唐有舟楫之长，善于水战。但江淮地区的水网并不发达，因而水军之用也很有限，只是在援寿州之时发挥了一些效果。由于后周善于吸取敌人的的长处，南唐的水军无法再继续控制水道，而后周则水陆并进，一路自淮直攻至长江，使后周军具备渡江南下的可能，所以后周水军在最后迫使南唐屈服上起了相当大的作用。
由于双方实质上都具有统一全国的愿望和实力，所以这场战争本质上并不像表面上看起来的局部战争，而是后周和南唐争夺中原统一权的一场战争。
最後，南唐是當時中國後周以外的最強勢力，而此戰失敗之後，不僅割讓江北所有領土，並且向後周稱臣，成為其附庸國。事實上，此戰失敗後，南唐便自心理上，放棄了統一全國； 反過來說這也為取後周而代之的宋朝最終統一中國，打下了基礎。